# Zamek w Malborku
Zamek w Malborku (niem. Ordensburg Marienburg) – zamek w Malborku, na prawym brzegu Nogatu, wzniesiony w kilku etapach od 1280 do poł. XV w. przez zakon krzyżacki. Początkowo konwentualna siedziba komtura, od 1309 po przeniesieniu przez Siegfrieda von Feuchtwangena stolicy zakonu z Wenecji do Malborka, siedziba wielkich mistrzów zakonu krzyżackiego i władz Prus Zakonnych do 1457, w latach 1457–1772 rezydencja królów Polski, od 1466 siedziba władz Prus Królewskich, od 1568 siedziba Komisji Morskiej, w 1772 zajęty przez administrację Królestwa Prus i zdewastowany w latach 1773–1804; rekonstruowany w latach 1817–1842 i 1882–1944, zniszczony w 1945, ponownie rekonstruowany od 1947; w 1949 wpisany do rejestru zabytków, w 1994 uznany za pomnik historii, w 1997 wpisany na listę światowego dziedzictwa UNESCO; od 1961 siedziba Muzeum Zamkowego w Malborku.
W 1286 na południe od zamku lokowano Malbork (Stare Miasto), którego mury miejskie połączono z murem obronnym zamku w jednolity system obronny. W 1388 na wschód od zamku założono Nowe Miasto. W latach 1626–1635 miasto i zamek otoczono wałem fortecznym o narysie bastionowym, zaś przyczółek mostowy na lewym brzegu Nogatu osłonięto dziełem rogowym.
Zespół zamkowy w Malborku obejmuje:
- Zamek Wysoki, czworoboczny, z dziedzińcem otoczonym krużgankiem, kościołem Najświętszej Maryi Panny z kaplicą grobową św. Anny, gdaniskiem, wieżami Kleszą i Wróblą;
- Zamek Średni, wzniesiony w miejscu byłego przedzamcza, trójboczny, z rozległym dziedzińcem otwartym ku Zamkowi Wysokiemu (oddzielonym od niego murem i fosą), z kaplicą św. Bartłomieja, Wielką Komturią, Infirmerią, Wielkim Refektarzem, Pałacem Wielkich Mistrzów, Refektarzem Letnim, Refektarzem Zimowym, wieżą Kurzą Nogą;
- Zamek Niski (Przedzamcze), z Karwanem, kaplicą św. Wawrzyńca oraz szeregiem zabudowań gospodarczych.

Zamek w Malborku jest jednym z najznakomitszych przykładów średniowiecznej architektury obronno-rezydencyjnej w Europie Środkowej.

## Stan badań
Przed ponad 200 laty w 1794 Friedrich Gilly (1772–1800) wieloma rysunkami wystawionymi w 1795 w berlińskiej Akademii Sztuk Pięknych, na których utrwalił zamek w Malborku, zainicjował prace badawcze nad Pałacem Wielkich Mistrzów. Rysunki te szerszej publiczności zostały udostępnione w latach 1799–1803 dzięki wielkoformatowej publikacji w technice akwatinty Friedricha Fricka (1774–1850). Jako uzupełnienie ukazało się pierwsze historyczne opracowanie dziejów Malborka Konrada Levezow (1770–1835). Dostrzeżono historyczne i architektoniczne znaczenie zamku, które ocaliło go przed wyburzeniem.
Od 1817 druga generacja badaczy zapoczątkowała tzw. okres romantycznej restauracji pod kierunkiem Theodora von Schön (1773–1856). Pierwszy raz prowadzono prace źródłowe i badania nad strukturą architektoniczną zamku. Powstały pierwsza monografia zamku (Johann Büsching (1783–1829)) i szczegółowe opracowanie historii Malborka (Johannes Voigt (1786–1863)).
W drugiej połowie XIX w. pod wpływem publikacji Ferdinanda von Quasta (1807–1877) pogłębiono analizę struktury architektonicznej. Quast wyodrębnił dwie główne fazy budowy zamku. Pierwszą w latach 30. XIV w., kiedy powstała mniejsza budowla, oraz imponującą rozbudowę za czasów Winricha von Kniprode. Dalsze badania do II wojny światowej były prowadzone pod kierunkiem: Conrada Steinbrechta, Bernharda Schmida i Karla-Heinza Clasena (1893–1979).
Po 1945 historia i użytkowanie Pałacu Wielkich Mistrzów znalazły się w kręgu zainteresowań polskich badaczy. Pierwsze studia z 1963 Antoniego Kąsinowskiego i Hanny Domańskiej nie zostały opublikowane. Podczas prac restauratorskich w końcu XX w. Kazimierz Pospieszny i Bernard Jesionowski po przestudiowaniu historii budowlanej pałacu opublikowali kilka doniesień odnośnie do pochodzenia wzorców dla powstającego pałacu. Na początku XXI w. Sławomir Jóźwiak i Janusz Trupinda przeprowadzili badania źródłowe poszerzając wiedzę co do funkcji pałacu.

## Historia

### Początki budowy – zamek komturski

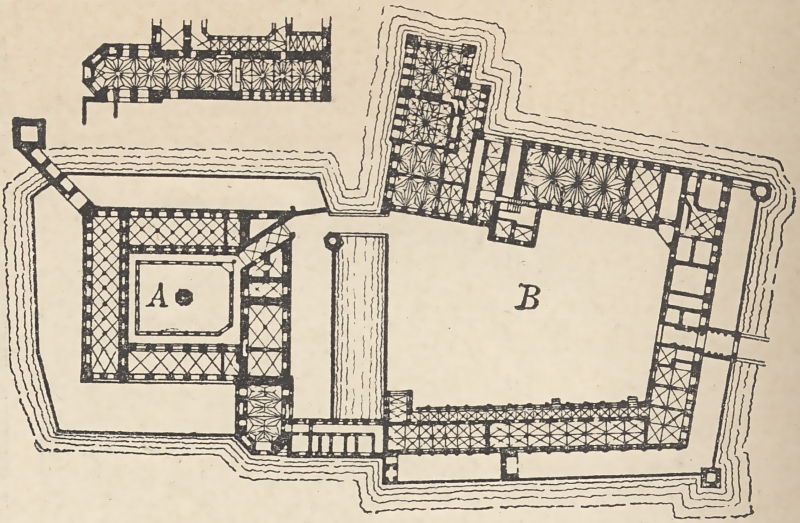
Zamek Wysoki (A) i Średni (B), plan przyziemia

Przygotowania do budowy trwały od 1278, kiedy rozpoczęto wycinkę lasu i gromadzenie budulca (cegły, drewno, kamienie na fundamenty). Początek pierwszego etapu budowy zamku można datować najwcześniej na rok 1280 (od początku budowy do przeniesienia konwentu z Zantyru). Powstała w tej fazie warownia była zamkiem komturskim. Do 1300 roku na Zamku Wysokim powstały mur obwodowy, nieprzesklepione skrzydło północne, gdzie później umieszczono najważniejsze pomieszczenia: kaplicę, kapitularz oraz dormitoria (sypialnie), następnie częściowo wzniesiono skrzydło zachodnie, które mieściło komnatę komtura oraz refektarz. Części południową i wschodnią zamykały zabudowania drewniane mieszczące magazyny, warsztaty i stajnie. Zaczęto budować także przedzamcze od strony północnej (obecnie Zamek Średni). Kolejnym ważnym elementem zamku była wysunięta na południowy zachód poza obszar bryły zamkowej wieża obronna, połączona z zamkiem, zwana gdaniskiem. Spełniać miała rolę wieży sanitarnej oraz ostatecznego punktu obrony. Była też punktem obserwacyjnym w kierunku tworzącego się równolegle miasta Malborka. Druga, zbudowana do końca XIII w. zwaną „kleszą”, powstała w przeciwległym do gdaniska narożniku. Pierwotnie miała znaczenie obronne, po rozbudowie zamku straciła na znaczeniu. Całość otoczono murem obwodowym i fosą.

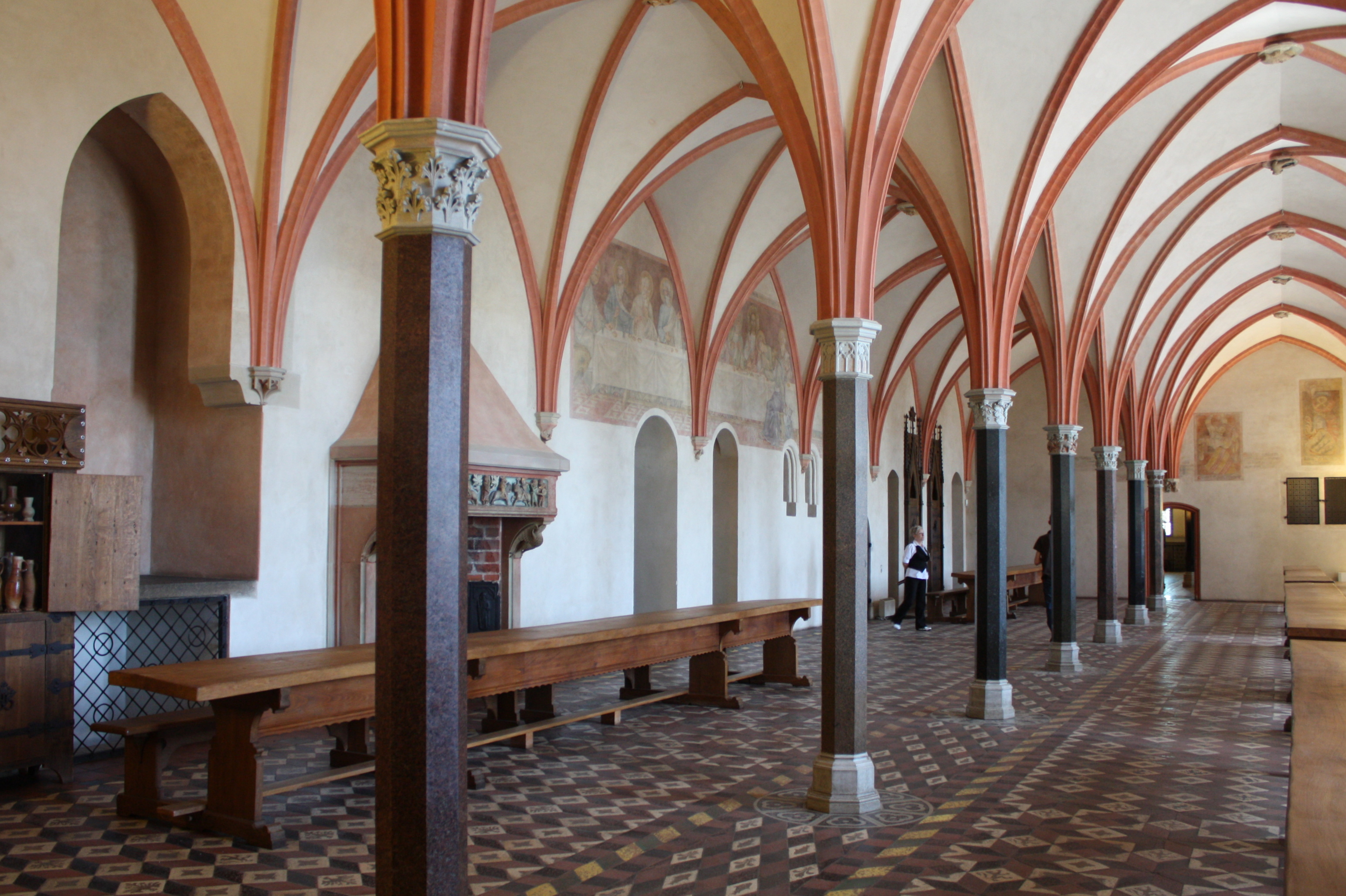
Zamek Wysoki, Refektarz konwentu

### Rezydencja wielkich mistrzów zakonu krzyżackiego (1309–1457)
W 1309 podjęto decyzję o przeniesieniu siedziby wielkiego mistrza zakonu z Wenecji do Malborka, który tym samym stał się stolicą Państwa Zakonnego. Wraz z wielkim mistrzem na zamek przybyła duża liczba braci zakonnych, co wymagało przebudowy i rozbudowy istniejącego kompleksu. W Zamku Wysokim najwięcej miejsca zajęły dormitoria (sypialnie), poza tym mieściły się tutaj kapitularz i refektarz konwentu. Dokonano znaczącej rozbudowy kościoła zamkowego pw. Najświętszej Marii Panny – przedłużono go od wschodu, pod nim umieszczając kaplicę św. Anny przeznaczoną na miejsce pochówku wielkich mistrzów. Na wschodniej fasadzie, we wnęce okiennej prezbiterium ok. 1340 roku umieszczono ogromną 8-metrową figurę Matki Boskiej z Dzieciątkiem, wykonaną ze sztucznego kamienia i pokrytą w XIV wieku mozaiką z Wenecji (zniszczona w 1945 wraz ze wschodnią częścią kościoła; łączna masa segmentów posągu wynosiła ok. 15 ton). Około 1320 roku powstała także w kaplicy zamkowej Złota Brama. Na dawnym przedzamczu (Zamku Średnim) do marca 1333 roku zbudowano nową rezydencję wielkich mistrzów. Po rozbudowie pałacu w latach 1380–1396 powstały tutaj gmach zawierał na głównej kondygnacji (którą było pierwsze piętro od strony dziedzińca) pomieszczenia reprezentacyjne, a jego część od strony Nogatu, uformowana w kształcie wieży obronnej, należy do najwybitniejszych osiągnięć europejskiego gotyku. Malbork w 1410 roku był oblegany przez wojska polsko-litewskie pod wodzą króla Władysława Jagiełły po bitwie grunwaldzkiej.
Zapiski w kronikach mówią, iż latem 1411 roku podczas oblężenia zamku zdrajca znajdujący się w nim w czasie pobytu najważniejszych osób zakonu w refektarzu letnim miał wywiesić za oknem czerwoną flagę. Był to znak dla oblegających, którzy zaplanowali, że wystrzelona z armaty, 80-kilogramowa kula wleci do pomieszczenia i uderzy w jedyny filar podtrzymujący całą konstrukcję. Ona ominęła jednak go o sześć centymetrów (współczesne wyliczenia). Fragment kuli tkwi do dzisiaj w murach zamku (nad kominkiem refektarza letniego). W efekcie oblężenia zniszczono basztę Wróblą i skrzydła zachodniego Zamku Średniego. W latach 1411–1414 zbudowano dodatkową linię obrony od wschodu tzw. Wał Plauena, rozbudowany w latach 1441–1449. W 1418 roku budowniczy Nikolaus Fellenstein zbudował Bramę Nową (Bramę Piaskową).
W 1454 roku zamek był bezskutecznie oblegany przez polskie rycerstwo i Związek Pruski.

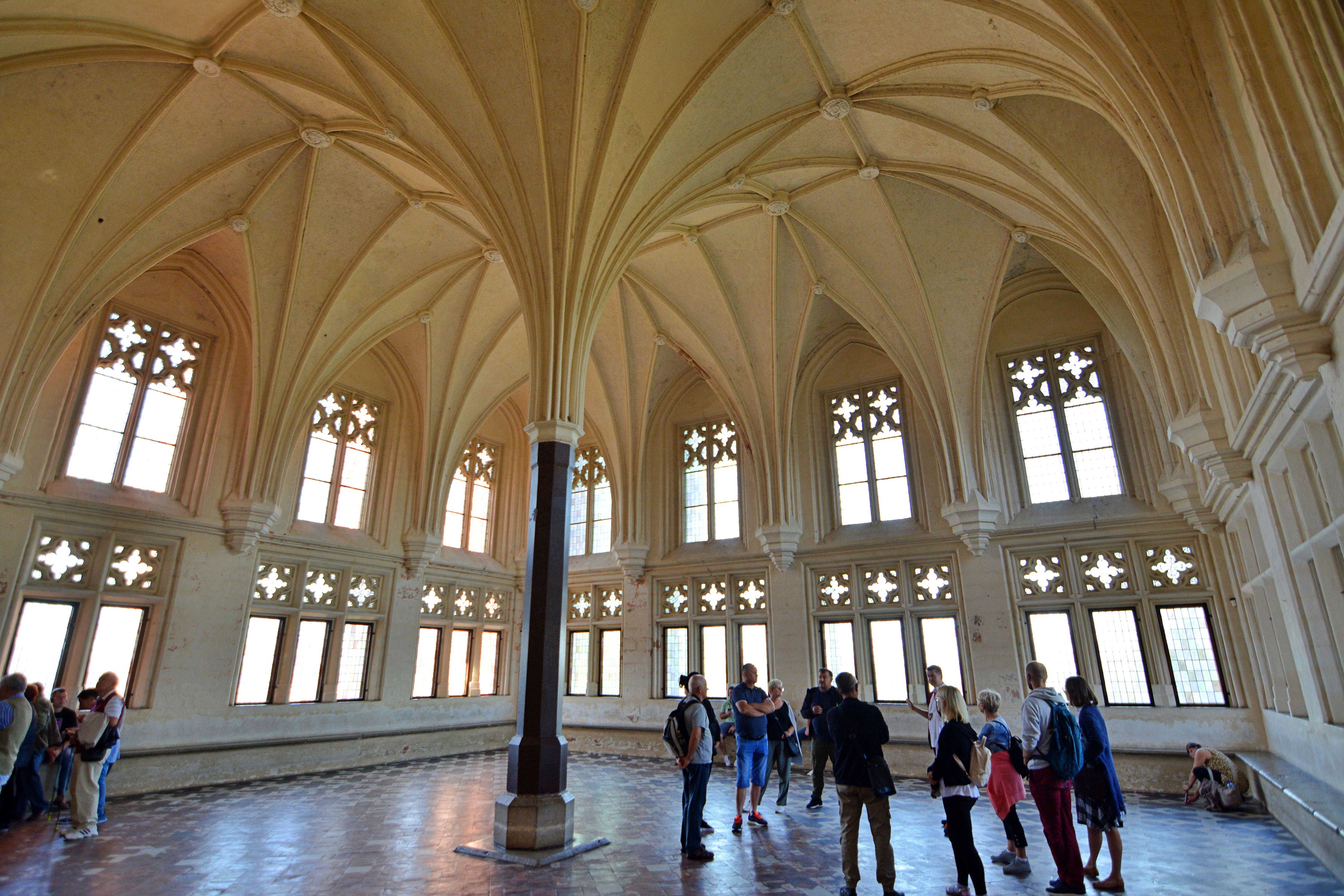
Zamek Średni, Refektarz Letni

### Rezydencja królów Polski (1457–1772)

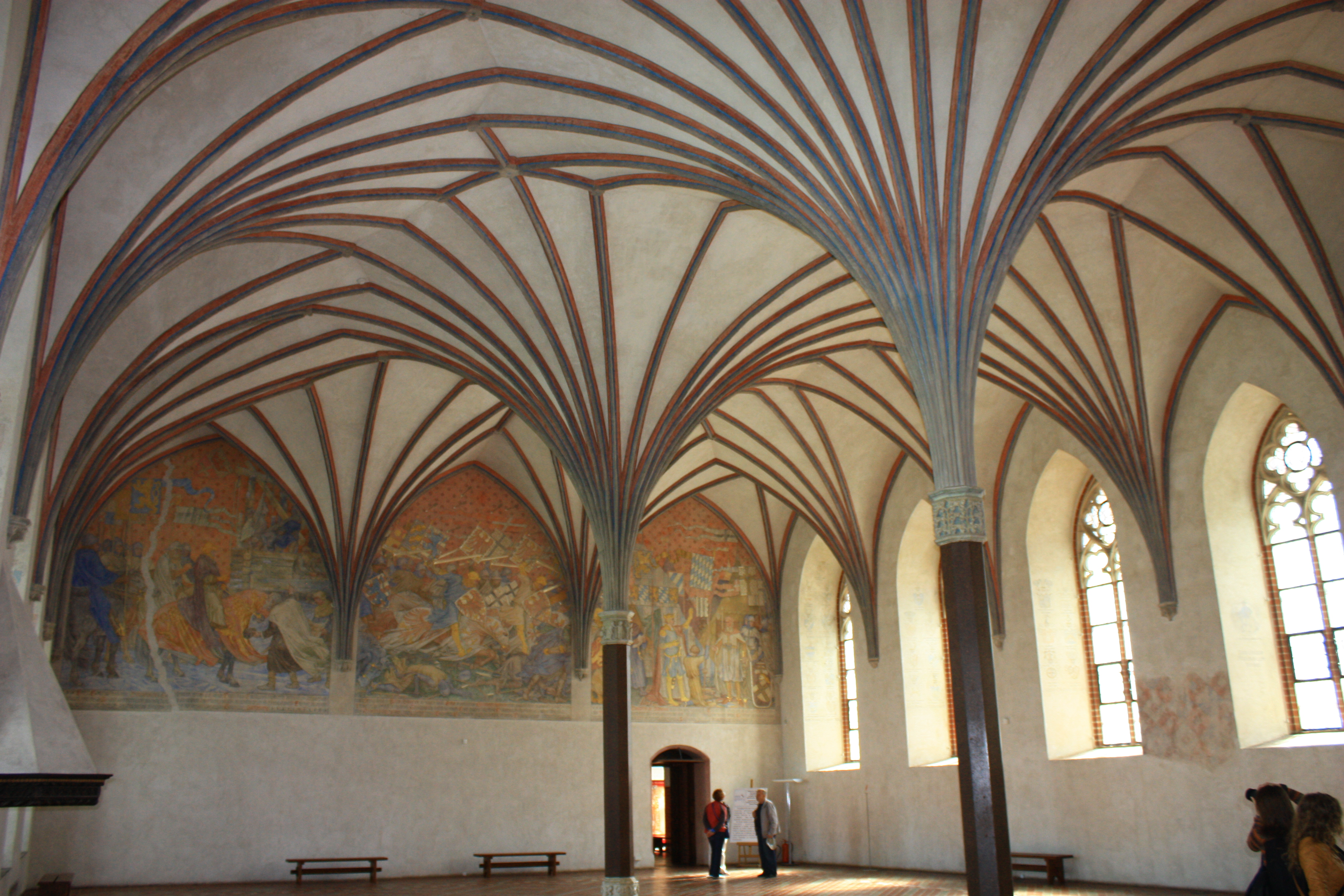
Zamek Średni, Wielki Refektarz

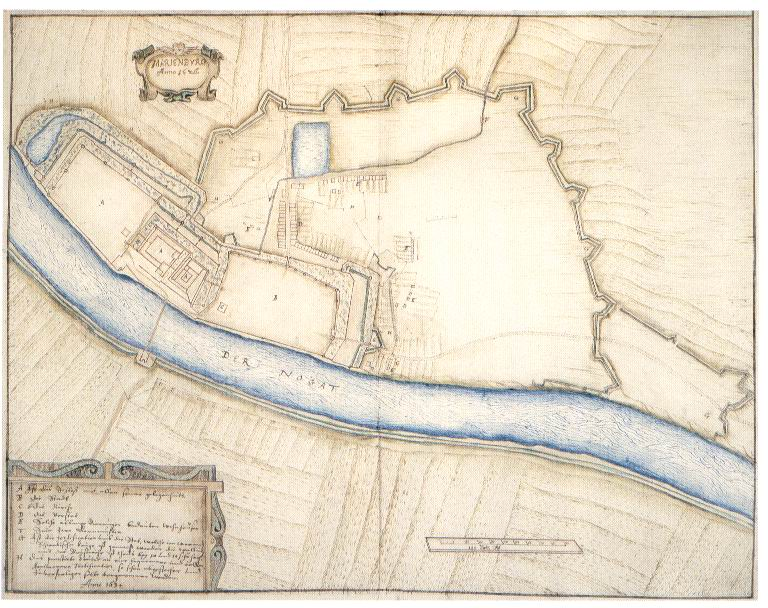
Zamek, Stare i Nowe Miasto, 1639

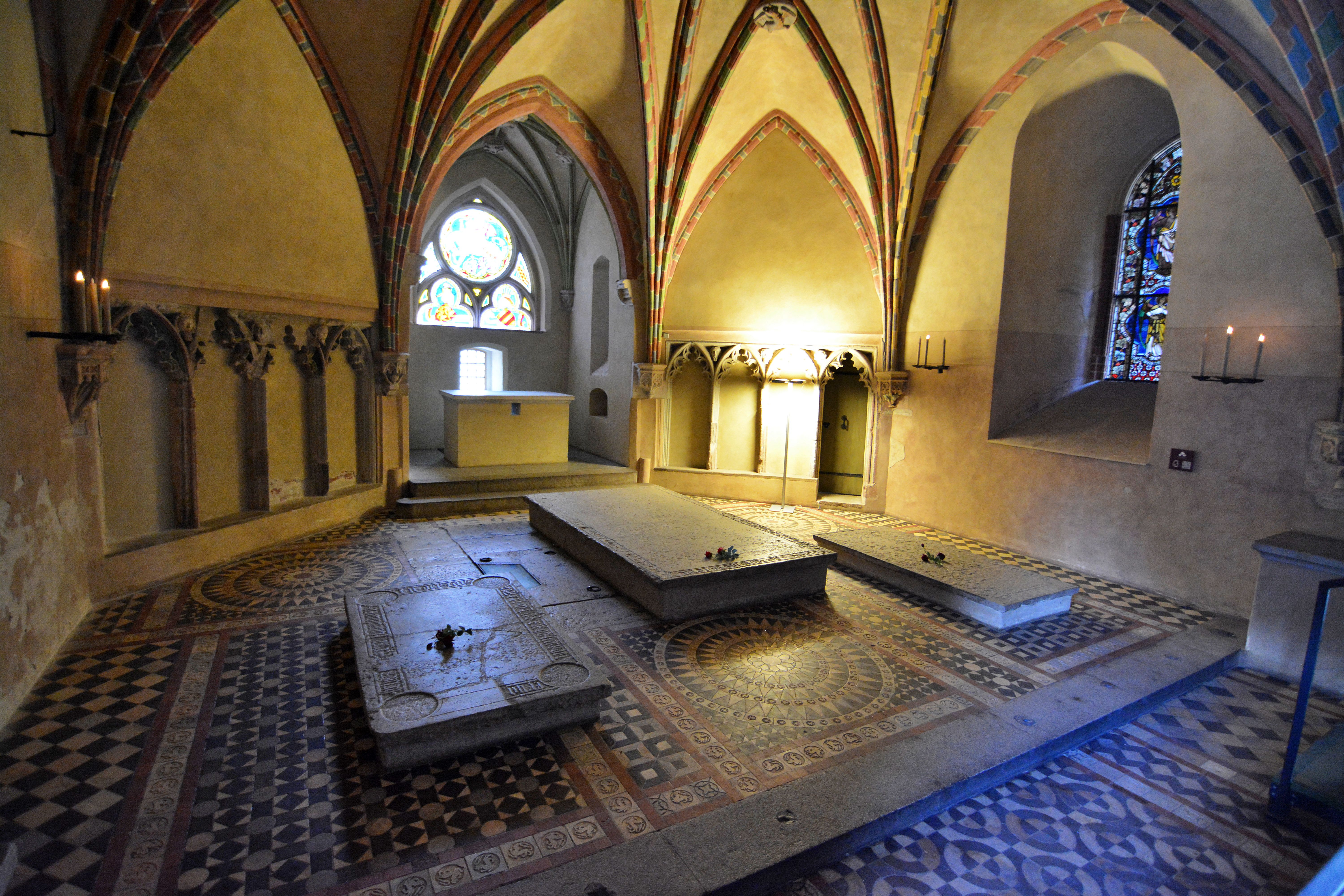
Kaplica św. Anny

W czasie wojny trzynastoletniej zamek, dzięki inicjatywie Andrzeja Tęczyńskiego herbu Topór, został sprzedany w roku 1457 królowi polskiemu Kazimierzowi Jagiellończykowi za kwotę 190 tysięcy florenów (ok. 660 kg złota) przez czeskiego dowódcę najemników Ulryka Czerwonkę, który posiadał zamek w zastawie w zamian za zaległy żołd, z którego wypłatą zalegał Zakon. Król Polski triumfalnie wjechał na zamek w dniu 7 czerwca 1457 roku. Od tej pory, aż do 1772 roku, była to jedna z rezydencji królów Polski. Zamek Wysoki pełnił rolę magazynu, a Wielki Refektarz był miejscem w którym wydawano królewskie przyjęcia. Rezydencja królów Polski mieściła się w Pałacu Wielkich Mistrzów, gdzie udzielano audiencji. Od strony dziedzińca urządzono królewskie komnaty, gdzie zatrzymywali się królowie w drodze do Gdańska. Polskie urzędy miały swoje siedziby na Zamku Średnim – skrzydło północne zajmował starosta, a od 1648 roku także burgrabia, natomiast skrzydło wschodnie zajmował podskarbi ziem pruskich. Od czerwca 1457 roku starostą malborskim był starosta generalny Wielkopolski Ścibor Chełmski z Ponieca, a po nim od października 1459 roku król mianował jednocześnie dwóch dowódców w zamku: wojewodę inowrocławskiego Jana Kościeleckiego i Prandotę Libiszowskiego. Do czasu przejęcia przez nich obowiązków załogą zamku dowodził gubernator Prus Jan Bażyński. W dniu 25 kwietnia 1476 roku na zamku odbył się zjazd, w którym wzięli udział król Kazimierz Jagiellończyk i m.in. jego syn – późniejszy święty Kazimierz. W 2 poł. XVI wieku główna wieża otrzymała zegar i hełm renesansowy.
W 1568 roku król Zygmunt August powołał Komisję Morską (Commissio Maritima), której biura znajdowały się w skrzydle wschodnim Zamku Średniego. W latach 1584–1585 i 1592–1601 funkcjonowały na przedzamczu zamku dwie królewskie mennice, gdzie bito szelągi i złote dukaty i portugały. W październiku 1587 roku na zamek wjechał uroczyście nowy król Zygmunt III Waza. W związku z kolejną wizytą króla w 1593 roku, częściowo przebudowano Zimowy Refektarz. Podczas wojny ze Szwecją „o ujście Wisły” w dniu 17 lipca 1626 roku zamek obległy wojska szwedzkie pod dowództwem Gustawa Adolfa. Polską obroną dowodził podstarości Wojciech Pęczławski, który miał do dyspozycji 300 ludzi. Mimo szczupłych sił i wpuszczenia Szwedów do miasta przez burmistrza Pheninusa, obrońcy zdołali odpierać szturmy 7500 atakujących do 19 lipca, gdy Szwedzi wdarli się od wschodu przez przedzamcze i na Zamek Średni. Obrońcy złożyli honorową kapitulację i w dowód podziwu za mężną obronę pozwolono im 20 lipca odejść do Grudziądza. Za utratę zamku, przebywającego w niewoli podstarościego Pęczławskiego skazano zaocznie na karę śmierci. Szwedzi po zdobyciu zamku zbudowali w ciągu dwóch lat 11 ziemnych bastionów. W 1629 roku fortyfikacje powiększono o kolejną linię obronną, którą wojska polskie hetmana Stanisława Koniecpolskiego próbowały bezskutecznie zdobyć 25 lipca. W 1635 roku na mocy rozejmu ze Szwedami na zamek wróciły wojska polskie. W czasie strzelania z okazji świętowania Bożego Ciała w dniu 26 maja 1644 doszło do pożaru, w wyniku którego spłonęły dachy nad wszystkimi czterema skrzydłami Zamku Wysokiego, dach nad kościołem zamkowym i gdaniskiem, uszkodzeniu uległy daszki krużganków, spłonął barokowy hełm wieży i znajdujący się na niej zegar. Po pożarze zamek został wyremontowany w latach 1647–1649 przez Gerarda Denhoffa powołanego na funkcję ekonoma malborskiego przez króla Władysława IV znacznie go dozbrajając o 66 dział. Wzniesiono nowe dachy nad skrzydłami północnym i zachodnim.
W 1652 roku z nadania króla Jana Kazimierza jezuici otrzymali na siedzibę Domek Dzwonnika i objęli kościół Najświętszej Maryi Panny i kaplicę św. Anny na Zamku Wysokim. Do 1667 roku zakonnicy wyremontowali kościół i wyposażyli w nowe ołtarze, ambonę, prospekt organowy. W okresie „Potopu szwedzkiego” zamek został oblężony 12 lutego 1656 roku przez oddziały Gustawa Ottona Stenbocka i mimo obrony przez polskie oddziały wojewody Ludwika Wejhera, a po jego śmierci – przez Jakuba Wejhera, po miesiącu skapitulował w dniu 9 marca. Aż do Pokoju w Oliwie w 1660 roku, mimo prób odzyskania warowni, był okupowany przez Szwedów, którzy uszkodzili Zamek Wysoki. Od 1660 prowadzono renowację oraz odbudowano krużganki w stylu barokowym. W 1666 roku uruchomiono ponownie mennicę, w której wybijano miedziane szelągi dla Wielkiego Księstwa Litewskiego. W 1672 roku jezuici zakończyli remont kościoła Najświętszej Maryi Panny wymieniając niektóre elementy wnętrza na barokowe. W 1680 roku jezuici uruchomili trójklasową szkołę średnią działającą w Domu Ogrodnika obok furty prowadzącej z zamku do miasta. W latach 1687–1696 dzięki dotacji Kazimierza Ludwika Bielińskiego kościół Najświętszej Maryi Panny otrzymał ołtarz główny św. Ignacego. W 1691 roku wyremontowano dachy nad Pałacem. W 1708 roku przez cztery miesiące na zamku przebywał król Stanisław Leszczyński.
Od 1737 roku na Zamku Wysokim mieściły się koszary polskiego regimentu piechoty i wyremontowano dawne fortyfikacje. W latach 1737–1744 prowadzono przebudowy na Zamku Średnim. W 1756 roku na wieży zamontowano barokowy hełm z inicjatywy ekonoma Michała Rexina. Za panowania króla Augusta II na wieży zbudowano nowe zwieńczenie z latarnią oraz położono nowe dachy na Zamku Wysokim. Pomiędzy 1742 a 1767 rokiem, na miejscu nieistniejącej już wtedy Wieży Kleszej (między kościołem zamkowym a Zamkiem Średnim), zbudowano dwupiętrowy barokowy gmach kolegium jezuitów. W latach 1756–1757 Jezuici prowadzili prace budowlane na Zamku Wysokim. Po I rozbiorze Polski, w dniu 12 września 1772 roku zamek opuścili polscy żołnierze z 1. Regimentu Pieszego Koronnego imienia Królowej Jadwigi pod dowództwem Stanisława Augusta Golcza, a dzień później zamek zajęli Prusacy. W 1780 roku zamek opuścili dwaj ostatni jezuici.
Wielki Refektarz i inne ważniejsze pomieszczenia zamku w Malborku wyposażone były w piece, umieszczone pod posadzkami, mające na celu ich ogrzewanie (hypocaustum).

### Dewastacja (1772–1816)
Po przejęciu zamku przez Prusaków, w roku 1774 zaczęto przebudowywać Zamek Wysoki na koszary, co doprowadziło do ogromnych zniszczeń. Wyburzono prawie wszystkie gotyckie sklepienia i przebudowano okna. Zamurowano krużganki i od południa wybudowano nową ozdobioną panopliami bramę do miasta. Wielki Refektarz przeznaczono na ujeżdżalnię koni. W Pałacu Wielkich Mistrzów urządzono fabrykę tkanin i mieszkania dla robotników. Dokonano rozbiórki wielu bram i murów na budulec. Szczególnie wielkie straty zamek poniósł w latach 1801–1804 gdy na rozkaz Fryderyka Wilhelma III zamek zaczęto przebudowywać na wielkie magazyny wojskowe. Wykuto nowe okna, otynkowano zamek wysoki oraz wyburzono średniowieczne sklepienia wprowadzając zamiast tego drewniane stropy. Po tych dewastacjach i protestach prasowych, nastąpiła zmiana postrzegania wartości zamku. Po bitwie pod Pruską Iławą, w dniu 22 stycznia 1807 roku do zamku weszły oddziały francuskie, które założyły w nim szpital dla żołnierzy. W szpitalu tym leczył się marszałek Bernadotte, którego 25 i 26 kwietnia 1807 roku odwiedził na zamku Napoleon Bonaparte.

### Rekonstrukcja (1817–1939)

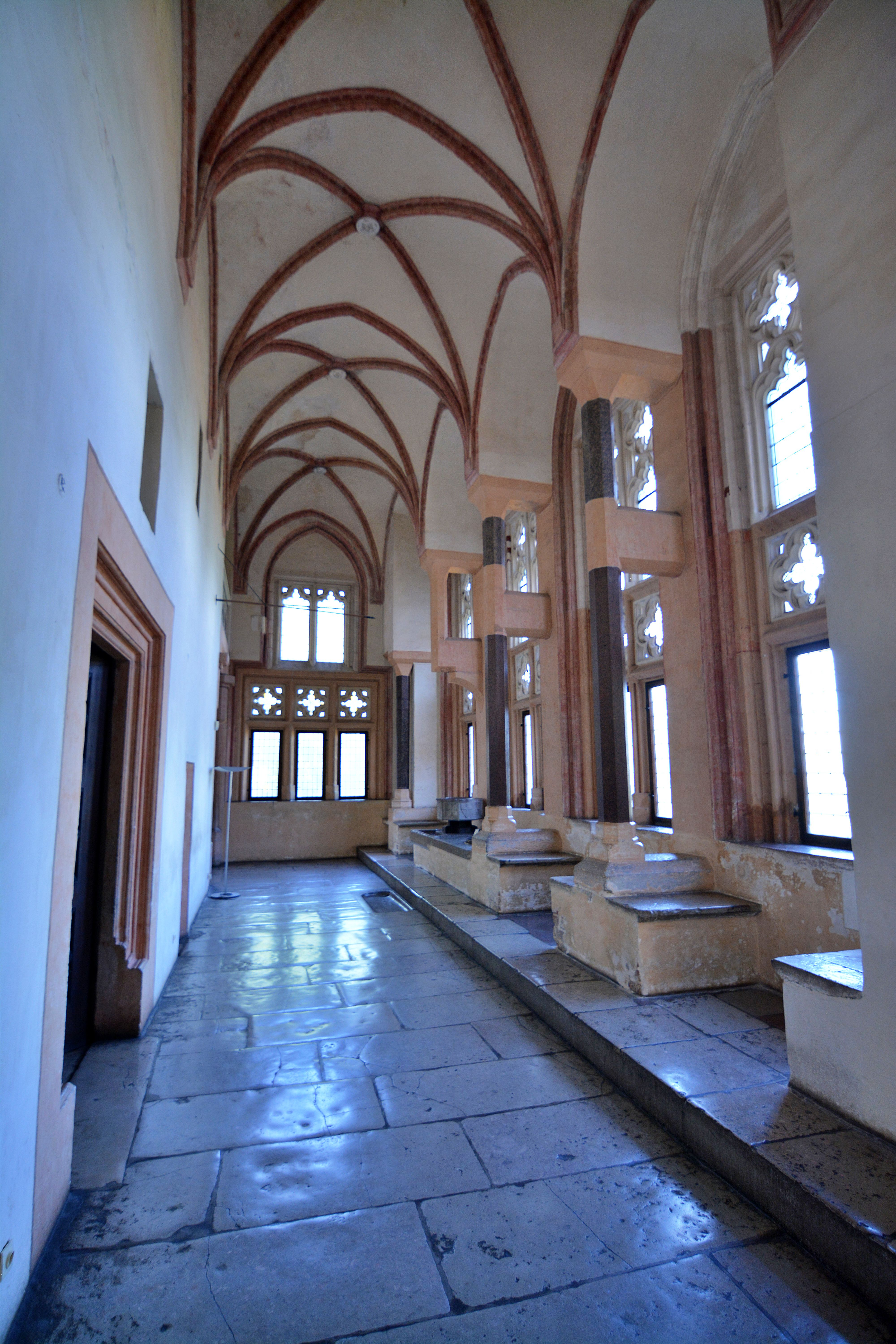
Wysoka Sień w Pałacu Wielkich Mistrzów

Początki remontu i odbudowy na Zamku Średnim rozpoczęły się w 1817 roku od przebudowy wschodniej elewacji Pałacu Wielkich Mistrzów i nadbudowy szczytu nad tzw. kaplicą św. Katarzyny. Następnie rozpoczęto prace w zachodniej części Zamku Średniego. W latach 1825–1826 odtworzono narożne wieżyczki na Pałacu Wielkich Mistrzów. Po 1828 roku dobudowano kolejne piętro w przejętym przez prusaków kolegium jezuickim. Na należącym do pruskiego wojska Zamku Wysokim nie prowadzono żadnych prac poza zbudowaniem w 1842 roku na wieży głównej neogotyckiego zwieńczenia. Prace wykonane na Zamku Średnim w pierwszej połowie XIX wieku oceniano później krytycznie, ponieważ w wielu miejscach odbudowa ta była niepoparta badaniami i miała charakter fantazyjno-romantyczny. Znaczne kontrowersje wywołała także budowa w 1850 roku neogotyckiego szczytu nad Wielką Komturią na Zamku Średnim. W połowie XIX wieku wiele średniowiecznych baszt i murów zostało zniszczonych podczas adaptacji zamku na cele militarne armii pruskiej (np. Baszta Szarysz, Baszta Kęsa, Brama Północna), a przez Zamek Niski w 1857 przeprowadzono wiadukt mostu przez Nogat.

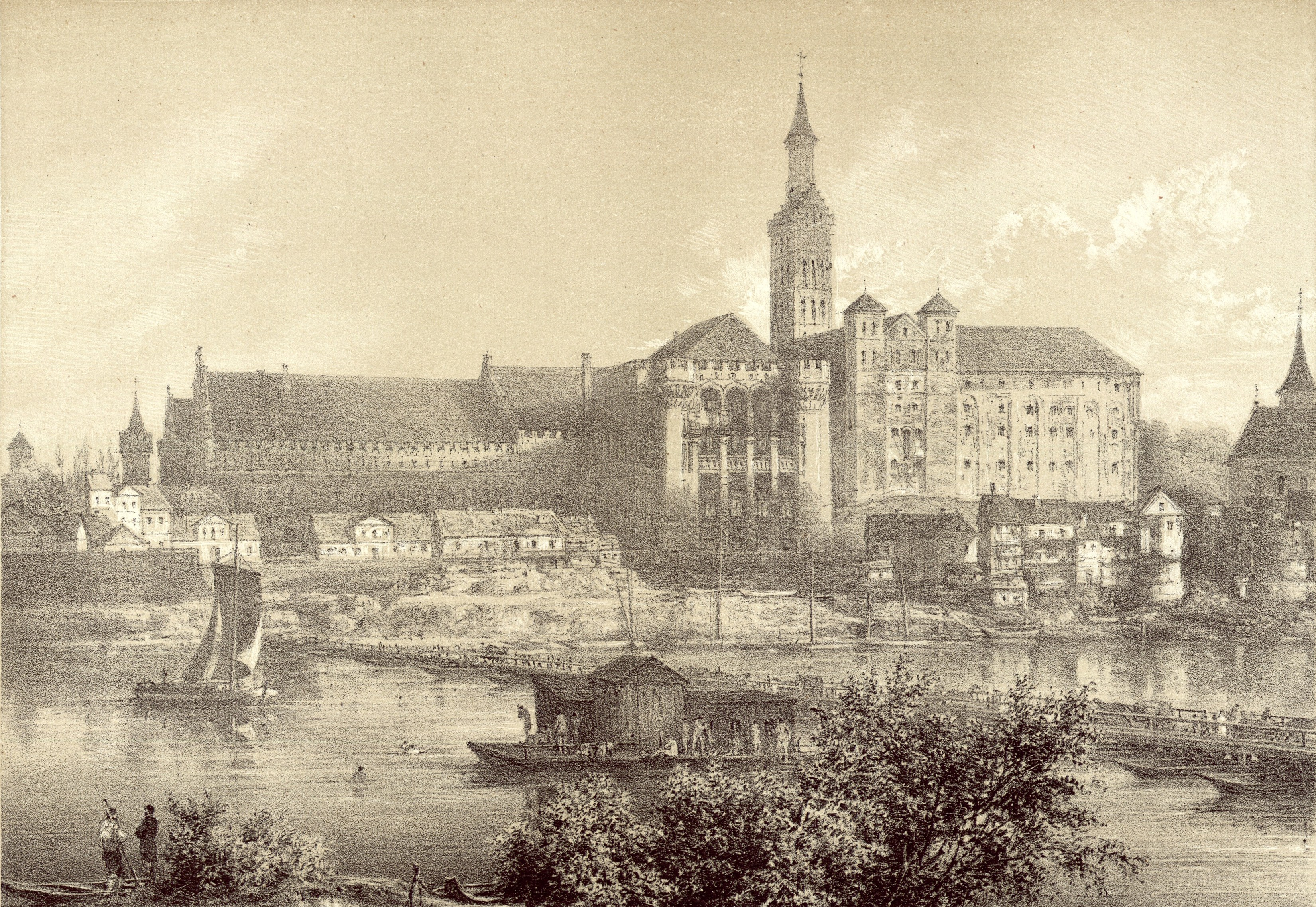
Zamek na litografii Napoleona Ordy (1880)

Od 1850 do około 1876 roku kierownictwo prac przejął Ferdinand von Quast, który krytykował formę wcześniejszych prac rekonstrukcyjnych na zamku. Od 1882 zamek był rekonstruowany przez Conrada Steinbrechta do jego śmierci w 1922 roku. W tym okresie rozpoczęto prace na Zamku Wysokim. Przywieziono wówczas na zamek wiele cennych dzieł sztuki gotyckiej, przede wszystkim z obszarów Prus krzyżackich (np. witraże z Torunia i Chełmna, tryptyk z Tenkitten, ale też z innych obszarów, np. gotycki ołtarz z Hamburga), wykonywano również liczne kopie zabytków i nowe aranżacje. W 1889 wieża otrzymała nowe zwieńczenie, wzorowane na wieżach katedry w Kwidzynie i kościoła w Prabutach. Po wyburzeniu barokowego budynku kolegium jezuitów w 1890, w jego miejscu do 1896 roku zrekonstruowano nieistniejącą od XV wieku Wieżę Kleszą (w niewłaściwym miejscu) oraz Domek Dzwonnika. W 1896 roku zdemontowano bramę do miasta zbudowaną po rozbiorach. Po 1905 roku Steinrecht prowadził prace w Infirmerii, gdzie zamiast istniejących w średniowieczu trzech nadziemnych kondygnacji rozdzielonych drewnianymi stropami, wprowadził dwie sklepione kondygnacje, wykuwając nowe, nieistniejące wcześniej w tej fazie, okna. W 1912 roku od fundamentów odbudowano Basztę Wójtowską (północną) przy Bramie Głównej (Snycerskiej). Po 1915 roku na zamku średnim zmieniono kształt dachu nad zachodnią częścią Pałacu Wielkich Mistrzów. Steinbrecht nakazał także w 1919 roku zburzenie średniowiecznej wschodniej prostej ściany kaplicy prywatnej Wielkich Mistrzów (pw. św. Katarzyny) ze szczytem neogotyckim i oryginalnym sklepieniem z 1400 roku, zastępując je zamknięciem wielobocznym, które istniało od około 1330 roku, zanim wybudowano Pałac Wielkich Mistrzów, i które zmieniono około 1400 roku na zamknięte prosto. Prace te zakończono w 1922 roku tworząc widok na tę część dziedzińca Zamku Średniego w formie, która nigdy nie istniała. Zbudowano także przy północnej ścianie kaplicy nigdy nieistniejący w tym miejscu Dom Kapelana. Po śmierci Steinbrechta prace kontynuowano pod kierownictwem Bernharda Schmida. W 1921 roku zmieniono kształt dachu nad wschodnią częścią Pałacu Wielkich Mistrzów. W 1926 roku zrekonstruowano mury i wieże bollwerku Plauena, a w 1931 roku ukończono prace przy Bramie Nowej. W 1937 roku zrekonstruowano od poziomu gruntu Basztę nad Piekarnią.
W latach 30. XX wieku zamek był często wykorzystywany przez Niemców jako tło uroczystości nazistowskich. W zimie 1945 roku podczas walk o miasto z Armią Czerwoną, zamek został zamieniony w punkt oporu, co doprowadziło do wielkich zniszczeń. Walki trwały do 9 marca 1945 roku. Zburzone całkowicie zostały wschodnia część zamku wysokiego i średniego, wieża główna oraz kościół zamkowy. Zniszczenia szacowano na 50–60%.

### Odbudowa po 1945 roku

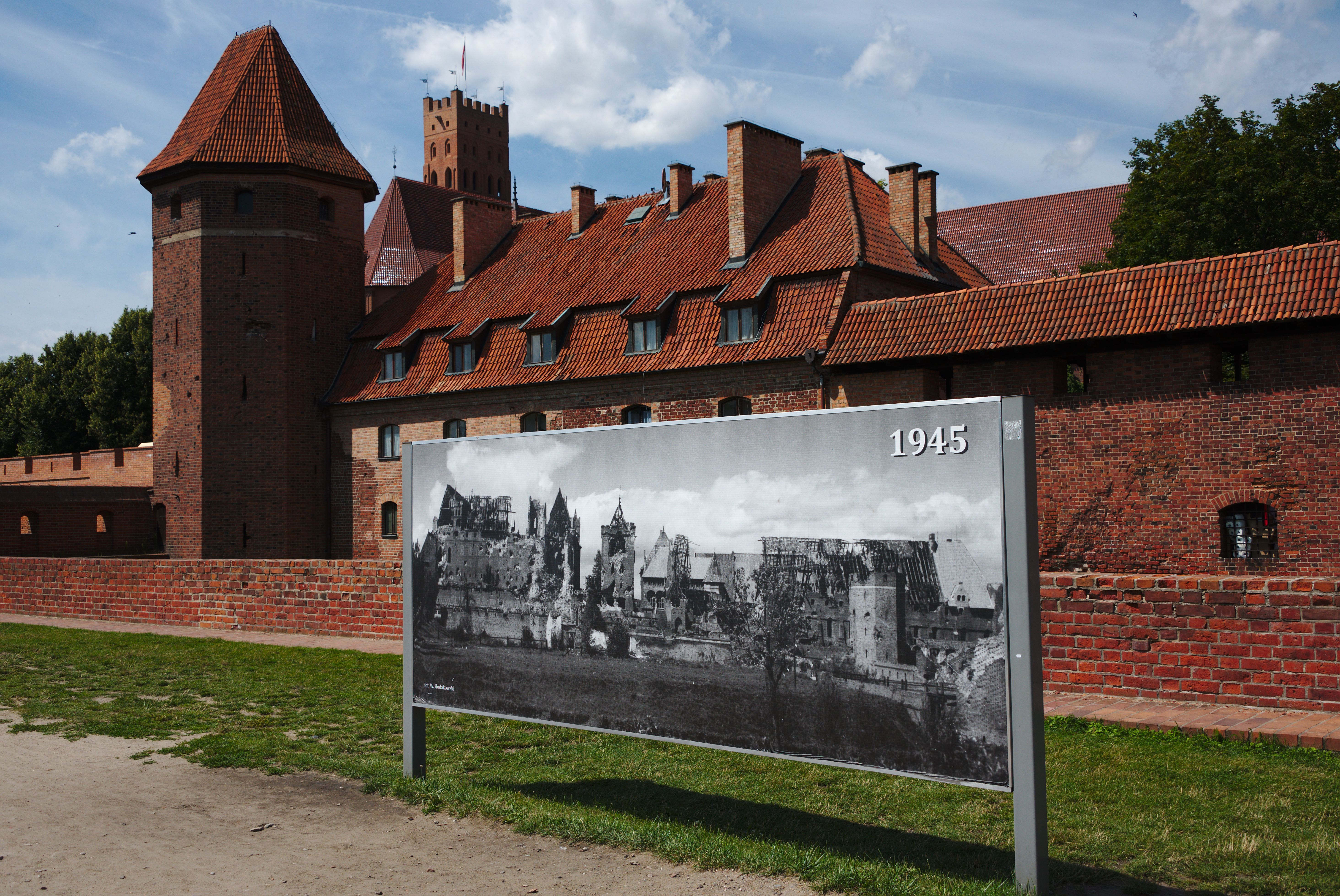
Zamek w Malborku wraz z tablicą przedstawiającą zniszczenia podczas II wojny światowej

Od 7 sierpnia 1945 zamek w Malborku był zarządzany przez Wojsko Polskie. Rozkazem Naczelnego Dowódcy WP 22 sierpnia w zamku w Malborku utworzono Oddział Muzeum Wojska Polskiego nr 1. 30 listopada 1950 dyrekcja Muzeum Wojska Polskiego przekazała Muzeum Ministerstwu Kultury i Dziedzictwa Narodowego. W 1951 roku zamek przekazano lokalnym władzom administracyjnym.

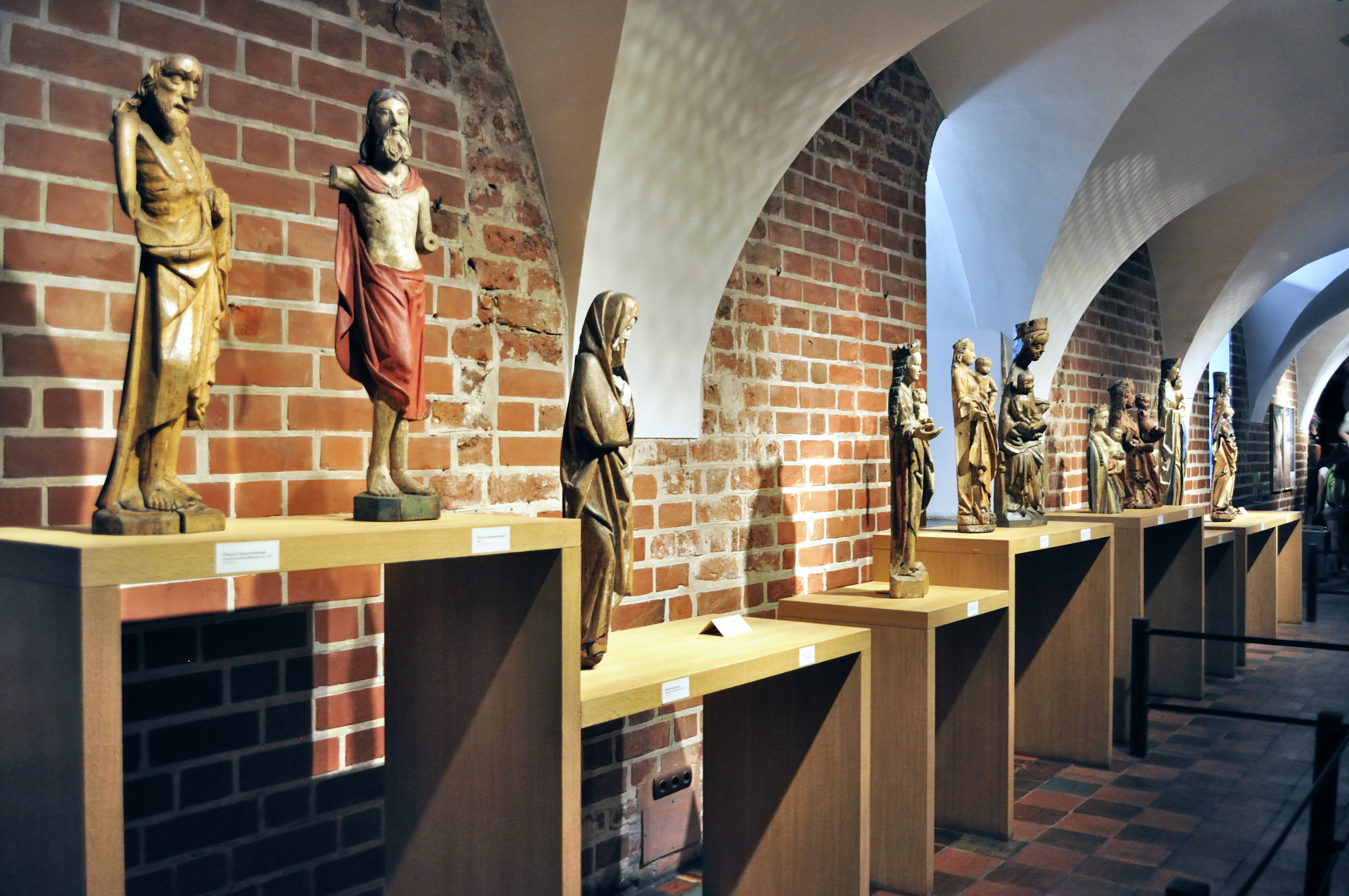
Muzeum Zamkowe w Malborku

Pod koniec lat 50. XX w. ze względu na to, iż w trakcie II wojny światowej 50% zamku zostało zburzone, zaczęto planować rozbiórkę zamku. Ostatecznie zmieniono zdanie i powołano Społeczny Komitet Odbudowy Zamku. Rozpoczęła się trwająca wiele lat odbudowa zamku, podczas której starano się przywrócić mu kształt z okresu średniowiecza, usuwając błędne rekonstrukcje dokonane przez niemieckich konserwatorów sztuki (np. wimpergi nad oknami w kościele zamkowym). Pomocą okazały się dwa najstarsze obrazy zamku. Jeden z ok. 1480 roku, który wisiał w gdańskim Dworze Artusa, i drugi z 1536 roku z widokiem Malborka od strony zachodniej. Od 1961 roku jest siedzibą nowo powołanego Muzeum Zamkowego. W latach 1962–1966 odbudowano dachy nad płn. i zach. skrzydłami zamku średniego. W 1966 roku rozpoczęto odbudowę kaplicy św. Anny. W 1967 roku odbudowano południowo-wschodni narożnik Zamku Wysokiego. W latach 1967–1968 zrekonstruowano Wieżę Główną w formie średniowiecznej. W latach 1973–1976 odbudowano zniszczoną prawie do fundamentów, Bramę Główną (Snycerską) na Przedzamczu. W latach 1980–1982 odbudowano Dom Podstarościego i Basztę Prochową. W 1993 roku zakończono odbudowę Karwanu i rozpoczęto odbudowę Baszty Trójściennej. Cały czas też trwały prace konserwatorskie we wnętrzach zamkowych. W 1997 roku zamek krzyżacki w Malborku został zapisany na liście światowego dziedzictwa UNESCO. Został on wpisany na podstawie kryterium II, III, IV oraz określony jako budowla autentyczna i integralna. Od kilkunastu lat  organizowane są inscenizacje zdobywania zamku malborskiego przez wojska polsko-litewskie po bitwie pod Grunwaldem. W okresie od maja do września odbywają się tu też od wielu lat spektakle typu światło i dźwięk. Zamek w Malborku w 2007 r. w plebiscycie „Rzeczpospolitej” został uznany za jeden z siedmiu cudów Polski. Na zamku nadal prowadzone są skomplikowane prace remontowe. W latach 2009–2013 odbudowano zniszczony w czasie wojny zespół Bramy Nowej. Na początku 2014 minister kultury przyznał dotację w wysokości prawie 26 mln zł na prace konserwatorskie na zamku, obejmujące remont zamkowego kościoła, kaplicy grobowej i jednej z baszt. Uzyskane środki pochodzą z Mechanizmu Finansowego Europejskiego Obszaru Gospodarczego i Norweskiego Mechanizmu Finansowego na lata 2009–2014.
Szacowany czas zwiedzania zamku z przewodnikiem wynosi 3–4 godziny.

## Poszczególne części zamku
Zamek tradycyjnie dzielony jest na 3 części: Zamek Wysoki, Zamek Średni i Zamek Niski (przedzamcze).

### Zamek Wysoki (siedzibakonwentu)
- Kościół pw. Najświętszej Marii Panny – jako kaplica zamkowa istniał od pierwszej fazy budowy zamku w końcu XIII wieku, po 1309 roku, w związku z przeniesieniem stolicy zakonu do Malborka, kaplica została powiększona poprzez dobudowanie od strony wschodniej wielobocznie zamkniętego prezbiterium. Prace zakończono w 1344 r. W tym też okresie w zewnętrzną, centralną blendę prezbiterium wbudowano ogromną (liczącą ok. 8 m wysokości) figurę Madonny z Dzieciątkiem. Po kilkudziesięciu latach została ona pokryta mozaiką wykonaną przez mistrzów z Wenecji. Figura, zniszczona w czasie II wojny światowej, została odbudowana w 2016 r. Główne wejście do świątyni prowadzi przez zachowany od czasów średniowiecza, bogato zdobiony, portal zwany Złotą Bramą. W strefie kapitelowej portalu umieszczono fryz z wyobrażeniem fantastycznych stworów na tle winnej latorośli. Powyżej znajdują się rzeźby Panien Mądrych i Głupich. Ponad nimi, na łukach archiwolt, znalazły się wizerunki kolejnych bestii przedzielonych gałązkami winnej latorośli. Całość wieńczy wizerunek Króla Piekieł (na szczycie archiwolty) i Króla Niebios – Chrystusa (w zworniku żeber sklepienia kruchty). Kościół został poważnie zniszczony w 1945 roku podczas ostrzeliwania zamku przez Armię Czerwoną. Po 1945 roku zrekonstruowano prezbiterium. W roku 2016 zakończyła się jego renowacja trwająca dwa lata[33]. Na obecne wyposażenie Kościoła NMP składa się m.in. pochodząca z czasów krzyżackich, mocno zdekompletowana, Grupa Ukrzyżowania, tryptyk ze sceną koronacji NMP z 1504 r., rzeźba „Chrystus w Ogrójcu” z ok. 1390 r.[34]

- Kaplica św. Anny – znajduje się bezpośrednio pod kościołem zamkowym. Pełniła funkcję kaplicy grobowej jedenastu Wielkich Mistrzów[34], począwszy od Dietricha von Altenburg, który spoczął w niej w 1341 r[34]. Zburzona w 1945 roku, sklepienie zrekonstruowano w 1982 roku, wnętrze w formie nadanej w XIX wieku. Zachowane trzy płyty nagrobne wielkich mistrzów. Na ścianie odtworzone w technice en grisaille malowidło przedstawiające klęczących przed Madonną dostojników krzyżackich poległych w bitwie pod Grunwaldem[34]. Do kaplicy prowadzą dwa bogato zdobione portale. W portalu północnym przedstawiono sceny o tematyce maryjnej: Pokłon Trzech Króli, Zaśnięcie i Wniebowzięcie Maryi, Koronacja Najświętszej Marii Panny. Przedstawiono tu także wizerunki Panien Mądrych i Głupich. Portal południowy zdobiony jest reliefami o tematyce chrystologicznej: Wniebowstąpienie, Sąd Ostateczny, Historia Znalezienia Krzyża Świętego[34]
- Kapitularz[34] – sala narad urzędników Zakonu. Zbudowana po 1280 roku, po zniszczeniu w pocz. XIX wieku, zrekonstruowana w stylu neogotyckim w latach 1882–1890 według projektu C. Steinbrechta
- Kuchnia Konwentu[34]
- Refektarz Konwentu – jadalnia, rekonstrukcja z 1890 roku
- Cela „Witold” – położona w przyziemiu skrzydła północnego, w średniowieczu pełniła funkcję więzienia dla szczególnych jeńców[34].
- Wieża Gdanisko – pełniła funkcję zamkowej toalety. Prowadził do niej ganek (ok. 60 m.) o sklepieniu krzyżowym. Wieża została zbudowana na arkadach – w ten sposób wszelkie nieczystości spadały do fosy, a następnie były odprowadzane do Nogatu. Wejście do ganku znajdowało się na pierwszej kondygnacji Zamku Wysokiego, na południowo-wschodnim narożu. Pierwotnie pierwszy łuk ganku z mostem zwodzonym[18]. Obok wejścia umieszczona została mała rzeźba diabła, która niegdyś miała wskazywać mieszkańcom zamku przeznaczenie tego pomieszczenia. Przez pewien czas wieża pełniła także funkcję wieży ostatecznej obrony, dlatego na jej wyższych kondygnacjach przechowywane były zapasy broni, żywności i wody. Górna część wieży, ganek i dach zostały zrekonstruowane w 1893 roku.
- Wieża Klesza – pierwotnie z 1325-1350 roku, Zamieszkiwali w niej proboszczowie obsługujący kaplicę św. Anny i św. Bartłomieja, a także uczniowie służący do mszy porannej i czytający przy stole, obecnie rekonstrukcja z 1895 roku przesunięta na południe w stosunku do oryginału, a przy niej Domek Dzwonnika – rekonstrukcja z 1895 roku[18]
- Wieża Dietricha – narożna wieża z pobliskim domem ogrodnika (domem Dietricha) – mieszkanie furtiana przy przejściu z zamku do miasta, rozebrana w 1773 roku, obecnie dowolna rekonstrukcja z 1892 roku;
- Brama Szewska (prowadząca do miasta) w rejonie Gdaniska
- Młyn – pomiędzy murami od strony zachodniej, rekonstrukcja z 1902 roku

### Zamek Średni (rezydencja Wielkiego Mistrza)

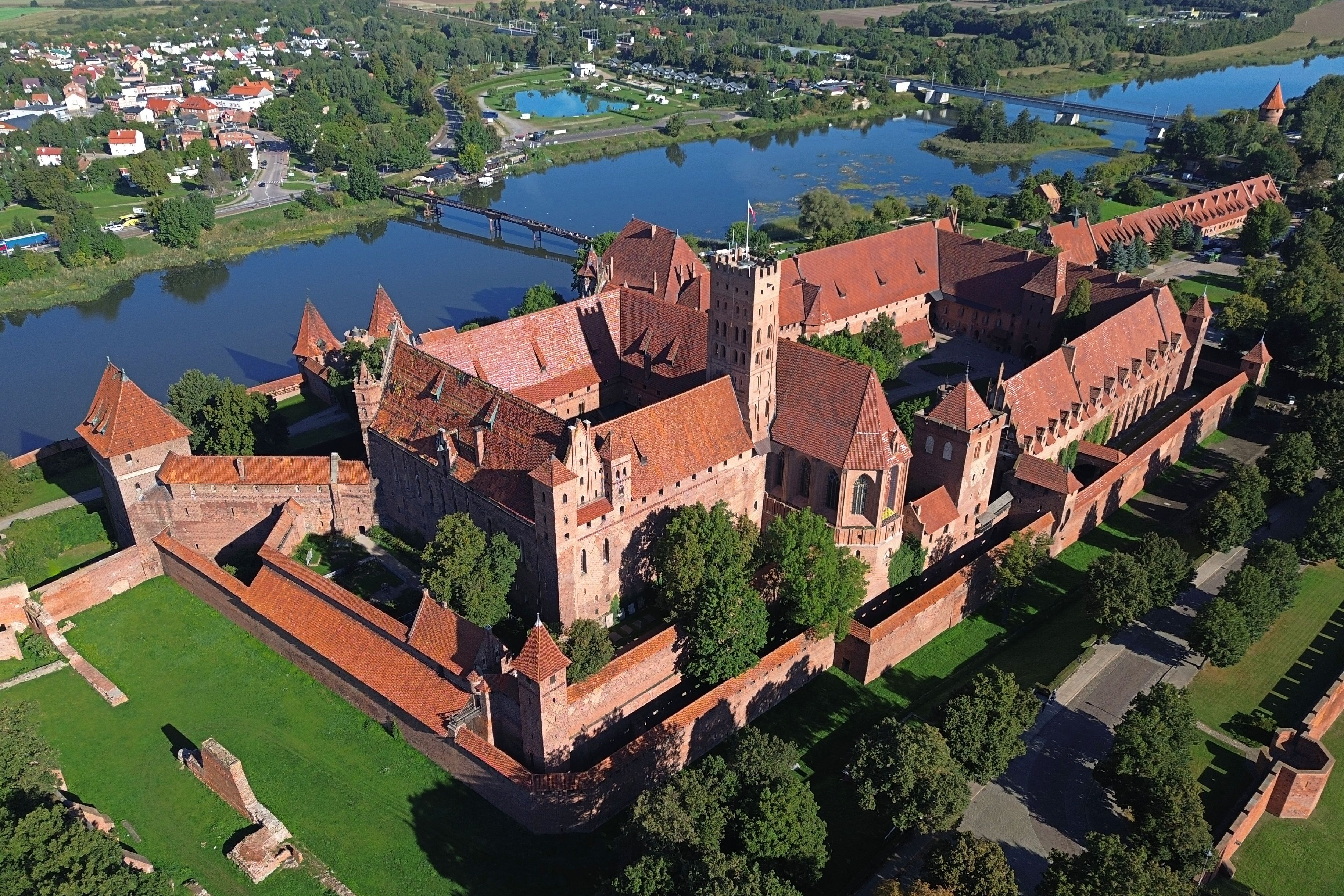
Zamek Wysoki i Średni

- Pałac Wielkich Mistrzów zbudowany od około 1380 do 1396 roku[17]
  - Letni Refektarz – sala audiencjalna na końcu zachodniego budynku jest jednym z najpiękniejszych wnętrz świeckich z epoki gotyku. Sala ma plan kwadratu o boku 14 metrów i wysokość 9,7 m. Jest jasno oświetlona z trzech stron przez duże okna. Sklepienie gwiaździste wspiera się na pojedynczym filarze[35]
  - Zimowy Refektarz – mniejszy od Letniego Refektarza, ale o podobnej konstrukcji. We wnętrzu barokowy kominek i kartusz herbowy królów polskich z rodu Wazów. Portal neogotycki.
  - Kaplica prywatna Wielkich Mistrzów (dawniej nieprawidłowo nazywana kaplicą św. Katarzyny) – pierwotnie kaplica posiadała dwie kondygnacje. Podczas przebudowy w latach 1380–1383 zburzono chór, zlikwidowano dolną kaplicę, a zachowana kaplica górna stała się częścią mieszkania Wielkich Mistrzów. Ograniczono jej funkcje publiczne, ale jednocześnie zyskała na znaczeniu przez przechowywanie w niej relikwii[36]
  - Wysoka Sień – jest jednym z najciekawszych architektonicznie pomieszczeń z zastosowaniem filarów zamiast pełnej ściany w obrębie wnęk okiennych[37]
  - Mieszkanie Wielkiego Mistrza – jest największym kompleksem, położonym na poziomie czwartym. Składało się z izby mieszkalnej, sypialni, małego gabinetu, a całość była połączona z prywatną kaplicą. Przy ich planowaniu zadbano o krótkie połączenia z salami reprezentacyjnymi[38]
- Wielki Refektarz – zbudowany w latach około 1320-1337, sala biesiadna ze sklepieniem palmowym wspartym na 3 granitowych filarach była największym świeckim pomieszczeniem w państwie zakonnym (30,3 × 15,3 m)[39]. Był on miejscem głównych wydarzeń wewnątrzzakonnych, takich jak np. kapituły generalne oraz salą posiłków codziennych wielkiego mistrza i jego dworu wraz z zaproszonymi gośćmi[40]
- Infirmeria (sala przeznaczona dla osób starszych lub chorych)
  - Refektarz Infirmerii – jadalnia
  - kaplica Infirmerii
- Wieża Kurza Stopa – latryna dla mieszkańców Infirmerii, rekonstrukcja z pocz. XX wieku
- Kaplica św. Bartłomieja dla gości zakonu (w czasach polskich pod wezwaniem św. Wojciecha), zniszczona w 1803 i odbudowana w 1908 roku
- Wielka Komturia – komnaty Wielkiego Komtura, od strony wschodniej zamku
- Małe Gdanisko (dla gościnnych dostojników zakonnych)

### Zamek Niski (Przedzamcze) i fortyfikacje zewnętrzne

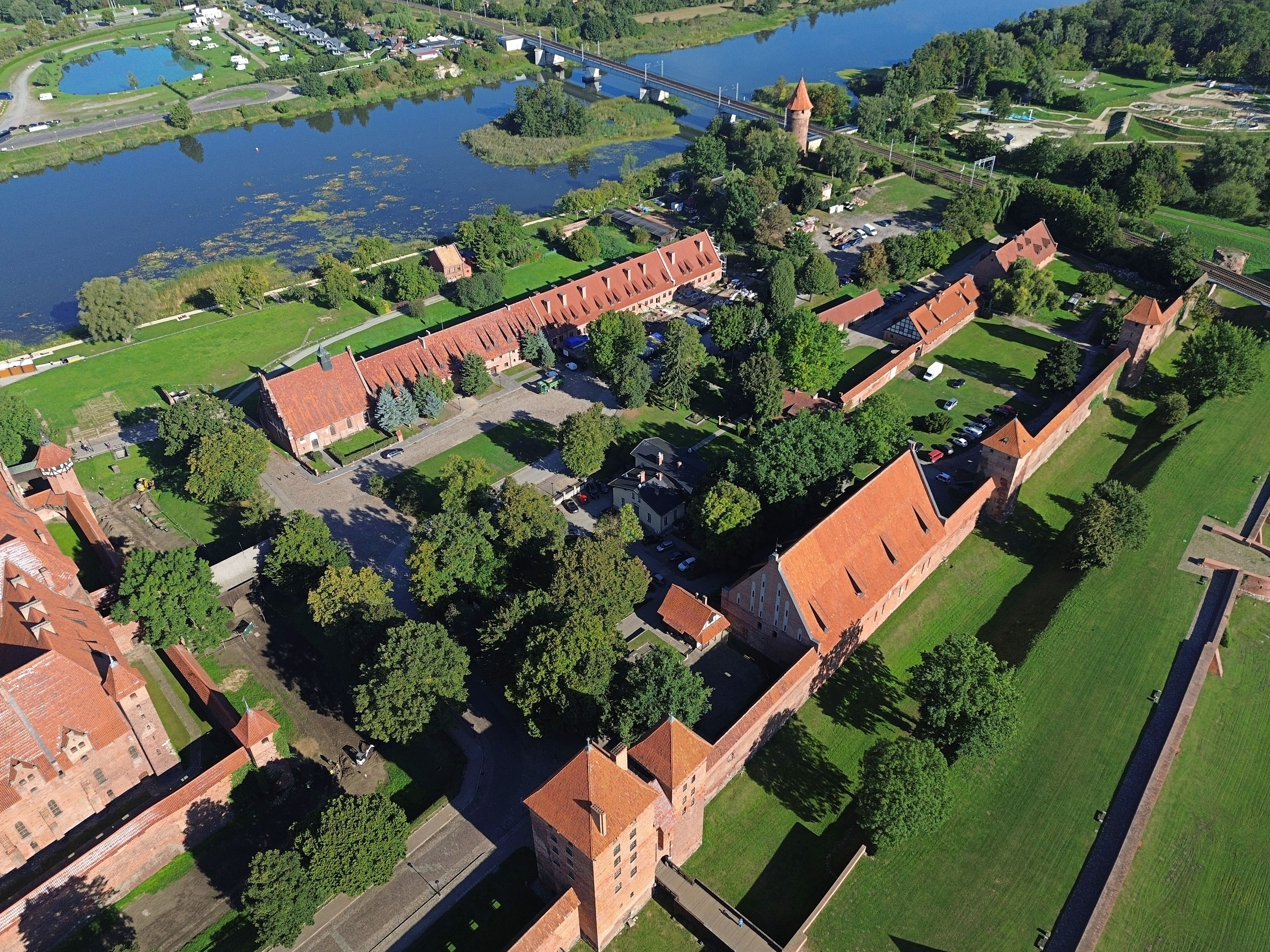
Zamek Niski

- Kaplica św. Wawrzyńca (dla służby zamkowej) – zbudowana około 1358 roku
- Brama św. Wawrzyńca (nie istnieje)
- Ludwisarnia – elementy szczytu pochodzą z 1911 roku
- Wieża Maślankowa (Modra) z około 1335–1340 roku, służyła w XV wieku jako więzienie, restaurowana w 1841 i 1906 roku. Przylegała do niej brama, którą zamurowano w 1457 roku by upamiętnić wjazd na zamek króla Kazimierza Jagiellończyka
- Brama Północna – w obecnej formie neogotycka z XIX wieku
- Baszta Kęsa – górną gotycką część rozebrano w XV wieku (dlatego nazywano ją też Kikutem lub Krótką), a pozostałości wykorzystano w 1857 do budowy kaponiery
- Baszta Zegarowa (Wołowa) – od 1401 roku posiadająca zegar, zburzona podczas budowy kolei w 1889 roku
- Baszta Szarysz (Eckturm) – ośmioboczna baszta w północno-wschodnim narożniku Przedzamcza, w obecnej formie neogotycka z 1857 roku
- Baszta Trójścienna – rekonstrukcja z 1905 roku
- Baszta Prochowa – odbudowana po 1986 roku, obok bramka do wodopoju dla koni
- Karwan – budowa między 1330–1340, dawniej krzyżacka zbrojownia i wozownia, następnie w czasach polskich cekhauz, w 1888 roku zrekonstruowano szczyt, obecnie budynek konferencyjny
- Brama Główna (Brama Snycerska, Brama Na Piaski, Schitztor), którą flankują:  
  - Baszta Wójtowska (Schnitzturm) – po rozebraniu w 1812 zrekonstruowana w 1912 roku oraz po 1945, oraz
  - Baszta Podskarbiego (Großer Turm) – odbudowana po 1945 r.
- Baszta Podstarościego
- Dom Podstarościego – pierwotnie z XIV wieku, przebudowany w XV, XVII (na browar) i po zniszczeniach w 1945 roku.
- Baszta Nad Piekarnią – rekonstrukcja wykonana po 1928 roku i po 1961 roku
- Baszta bez nazwy
- Baszta Ku Miastu
- Brama Furta
- Baszta Sperlinek (Wróbla)
- Brama Mostowa – zbudowana w latach 1335–1341, dwie masywne baszty od strony Nogatu flankujące dwie ostrołukowe bramy, pierwotnie baszty zwieńczone blankami, w górnej części brama, baszty i dachy z 1896 roku[18]
- Brama św. Mikołaja
- Wał Plauena z lat 1417–1419 oraz z lat 1441–1449, przebudowany w pierwszej połowie XVII wieku
  - Brama Nowa z lat 1418–1420, rozebrana w XVIII wieku, rekonstrukcja w latach 1927–1929 oraz po zniszczeniu w 1945 ponownie zrekonstruowana w latach 2011–2014, obecnie jest to główne wejście na zamek

Zdjęcia zamku
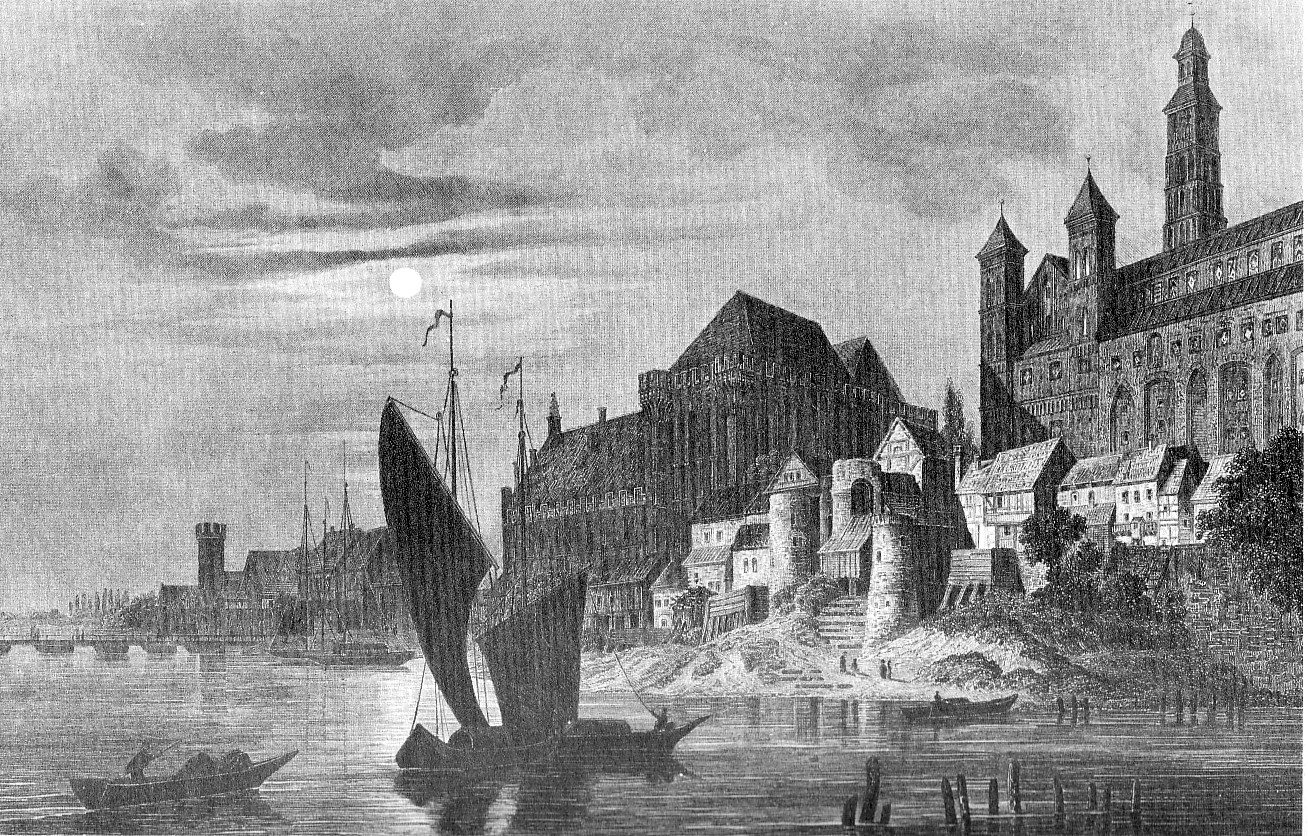
Zamek od strony głównego wejścia (połowa XIX w.)
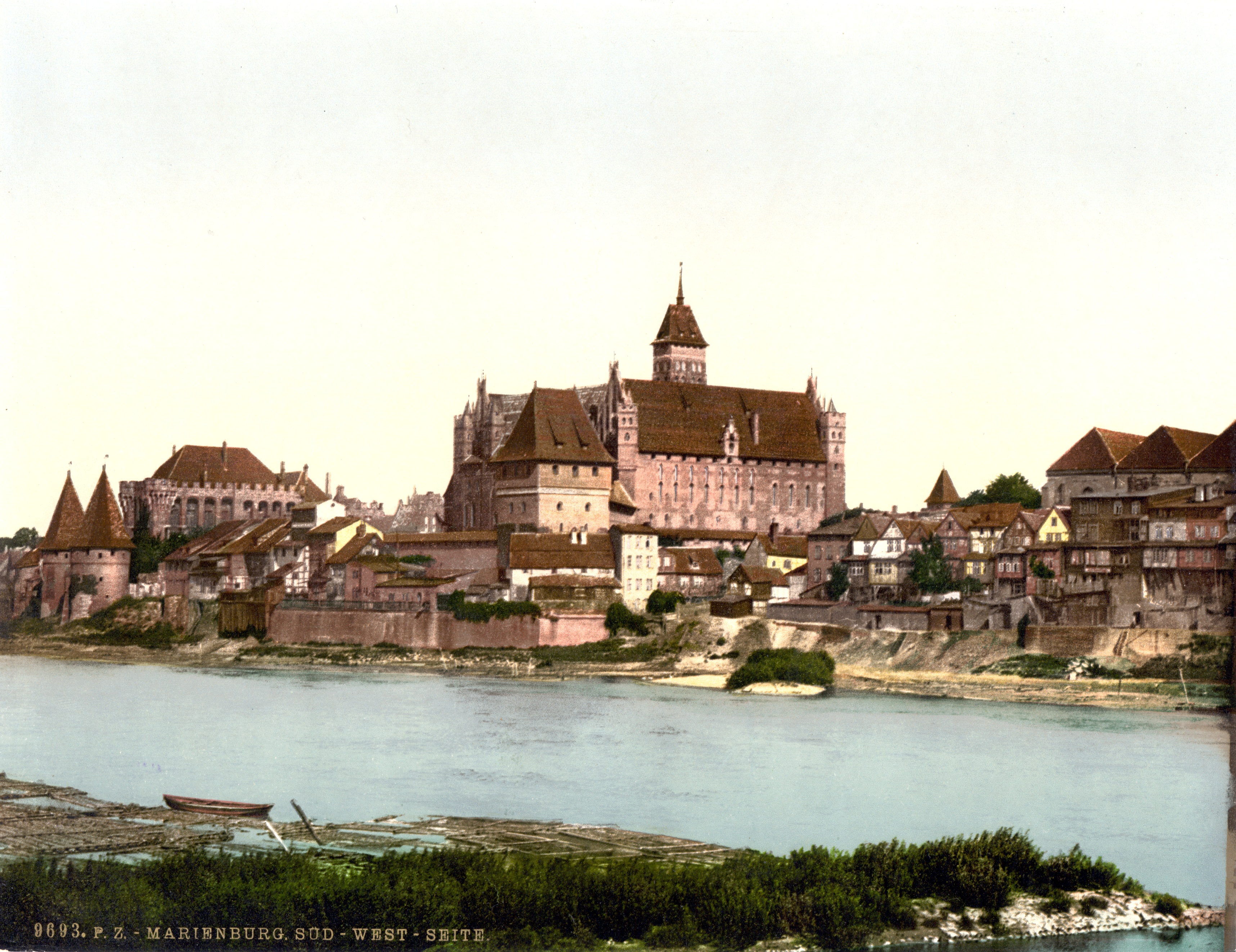
Widok ogólny z końca XIX wieku
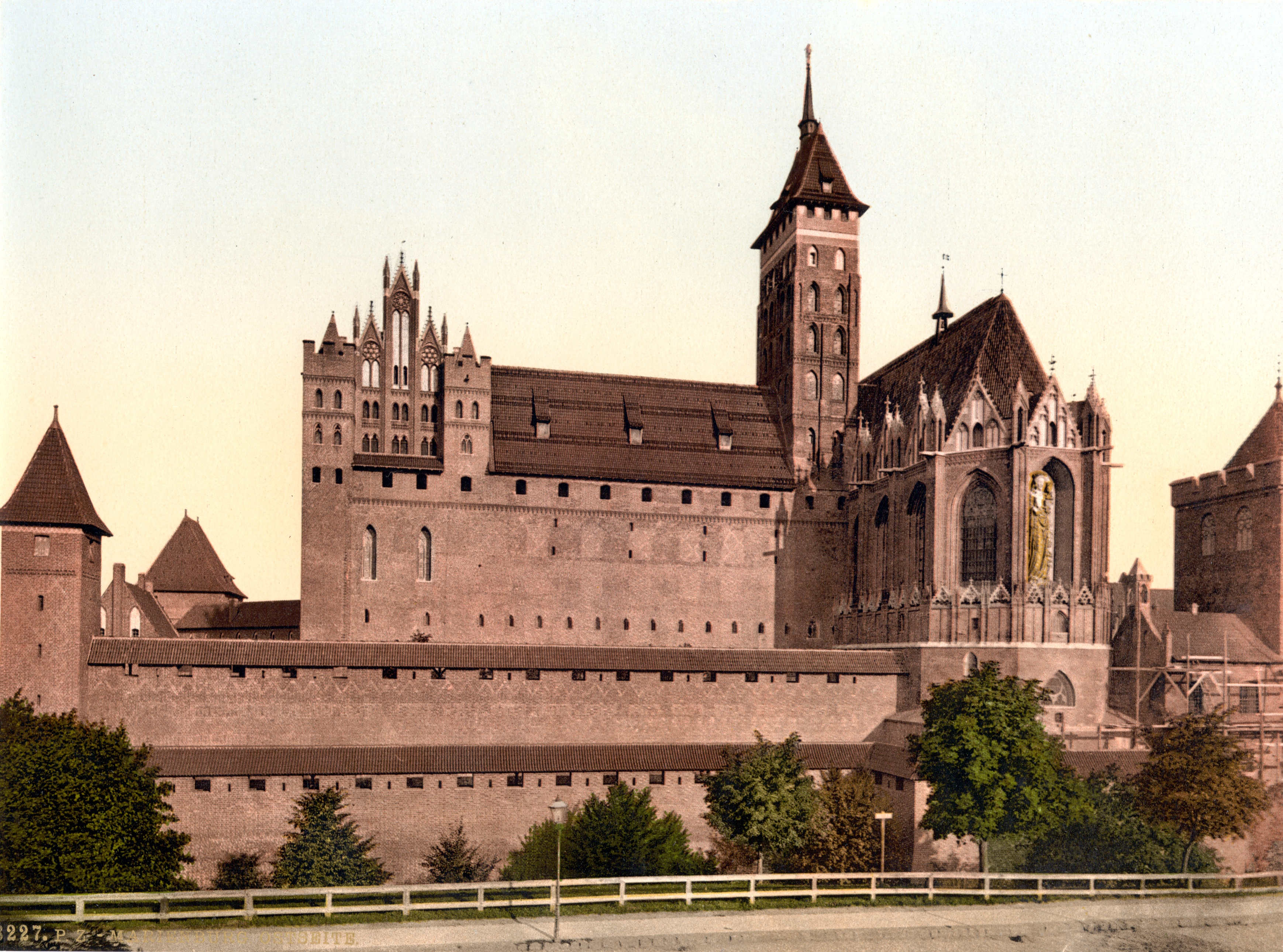
Widok zamku wysokiego od wschodu w 1901 r. w formie neogotyckiej
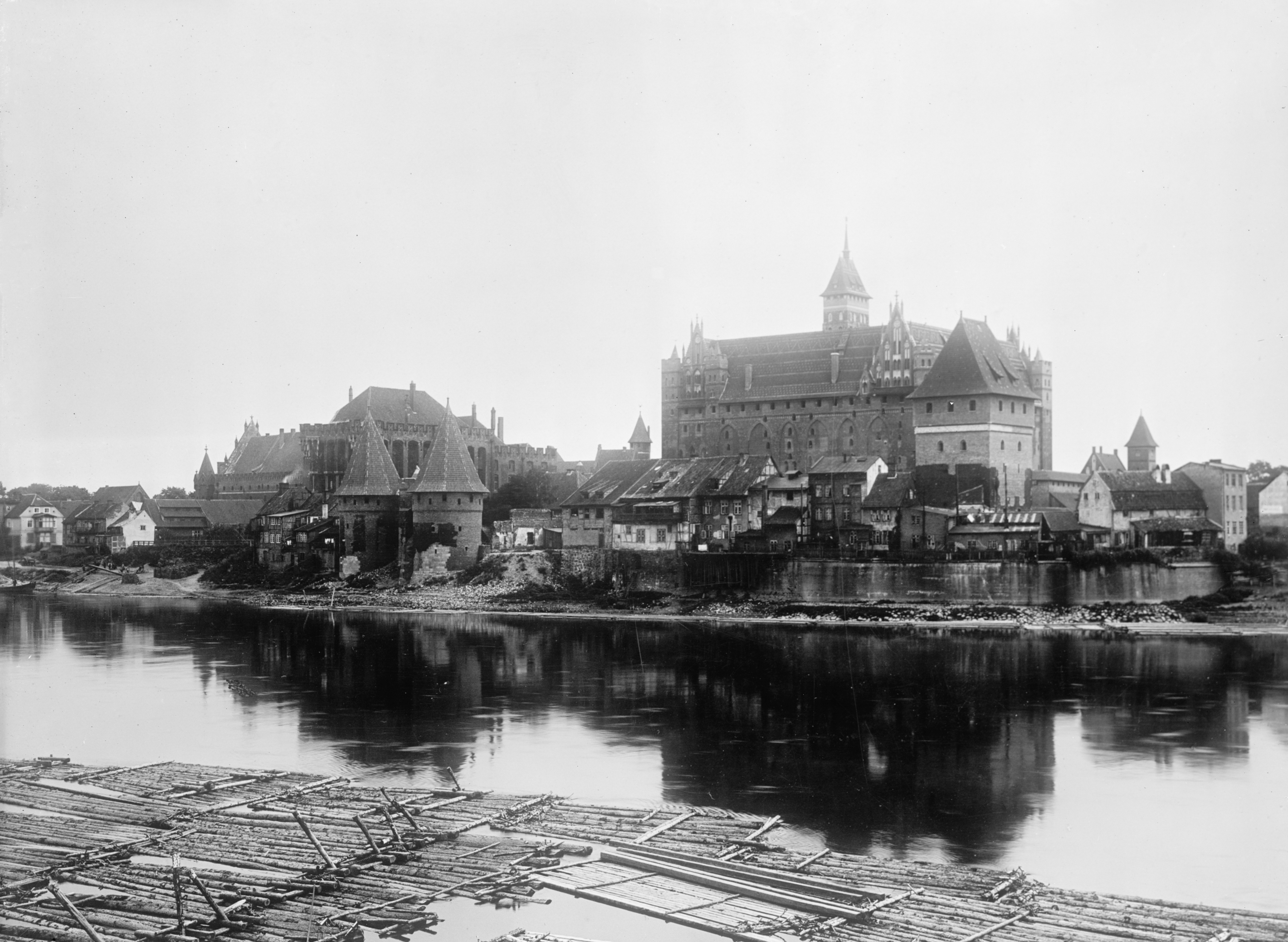
Widok z lat 1910–1920
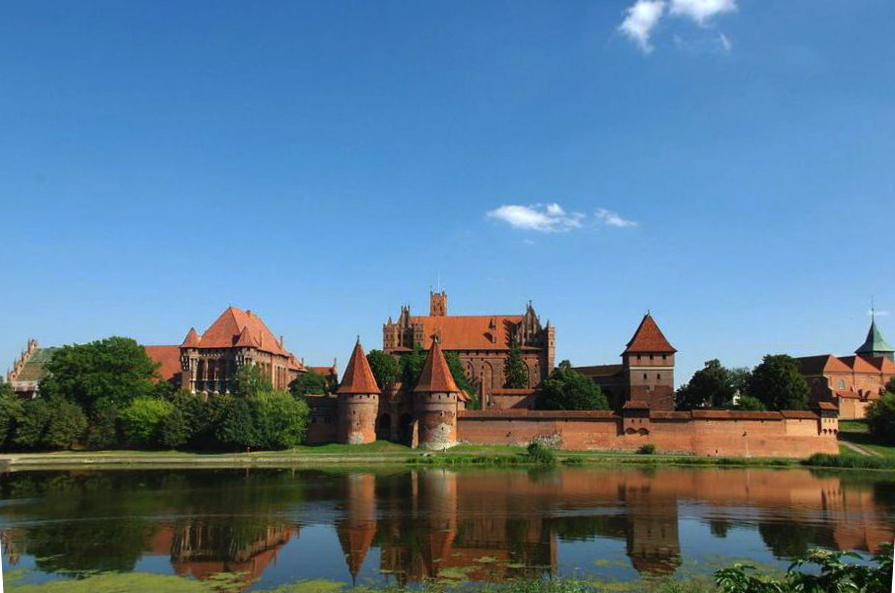
Widok współczesny (XXI wiek)
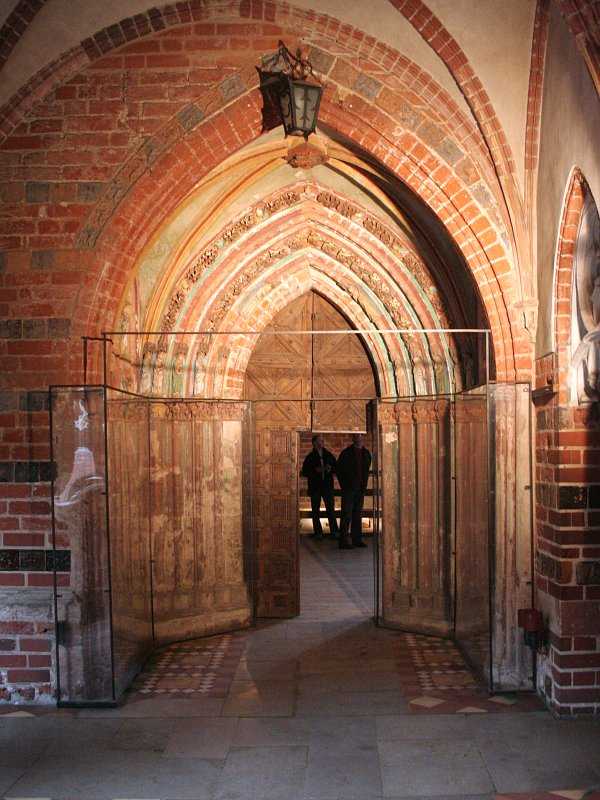
Złota brama

## Numizmatyka
W 2002 roku Narodowy Bank Polski wprowadził do obiegu monety upamiętniające zamek w Malborku o nominałach: 20 zł, wykonaną w srebrze z ceramiką (w nakładzie 51 000 sztuk) oraz 2 zł, ze stopu Nordic Gold (w nakładzie 680 000 sztuk).